# 2082 Galahad
2082 Galahad este un asteroid din centura principală, descoperit pe 17 octombrie 1960 de PLS.